# Рипновський Ігор Сергійович
Ігор Сергійович Рипновський (нар. 17 червня 1992, Городок, Хмельницька область) — український футболіст. Воротар.

## Кар'єра
Народився у м.Городок, Хмельницької області. Згодом переїхав з батьками до Львова, де потрапив до футбольної школи «Карпат». Першими тренерами були Ярослав Кікоть і Юрій Сусла (2005 — 2007). У 10 класі Ігор отримав пропозицію приїхати на перегляд до Моршина, де формували команду для участі у другій лізі. Виступав за «Скалу» у ДЮФЛ України (2008-2009) і чемпіонаті України серед аматорів 2009. Згодом перейшов до першолігової «Сталі» (Алчевськ), де пробув півроку, але не зіграв жодного офіційного поєдинку.
У сезоні 2011 виступав у складі «Нафтусі» (Східниця) (яку очолював Андрій Чіх), здобувши перемогу в чемпіонаті області. До складу ФК «Львів» потрапив на запрошення Романа Марича.

## Особисте життя
На початку 2012 року одружився. Його обраницею стала учасниця музичного гурту «Glamour» Юлія Карпа.